# Кукес, Владимир Григорьевич
Владимир Григорьевич Кукес (8 сентября 1934, Ленинград — 5 февраля 2024, Москва) — советский и российский ученый-фармаколог, специалист в области клинической фармакологии, академик РАМН (1999), академик РАН (2013). Лауреат Государственной премии СССР.

## Биография
Родился в Ленинграде в еврейской семье. Отец — инженер Григорий Семёнович Кукес (1910—1998), мать — Галина Наумовна Кукес (урождённая Френклах, 1914—2001). В годы Великой Отечественной войны был с родителями эвакуирован в Свердловск. У него были сестра Мина (1938—2010) и брат Семён, ставший впоследствии предпринимателем. Отец был в 1942 году командирован инженером-капитаном на военный завод, награждён орденом Трудового Красного Знамени (1944).
В 1957 году окончил лечебный факультет 1-го Московского медицинского института имени И. М. Сеченова, затем по распределению направлен в Магаданскую областную больницу.
Вся дальнейшая трудовая и научная деятельность связана с 1-м ММИ (сейчас это — Сеченовский университет).
С 1961 по 1964 год — аспирантура на кафедре пропедевтической терапии у заведующего кафедрой В. Х. Василенко.
После защиты кандидатской диссертации работал ассистентом кафедры пропедевтической терапии (1964—1971 годы) под руководством И. И. Сивкова.
В 1970 году защитил докторскую диссертацию.
В 1974 году присвоено учёное звание профессора.
В 1979 году возглавил отдел клинической фармакологии и создал экспериментальный курс клинической фармакологии, который в 1985 году реорганизован в кафедру клинической фармакологии, ныне является почетным заведующим кафедрой клинической фармакологии и пропедевтики внутренних болезней Сеченовского университета. Член Совета старейшин Сеченовского университета.
В 1993 году избран членом-корреспондентом РАМН. В 1999 году — академиком РАМН. В 2013 году стал академиком Российской академии наук в рамках присоединения к ней РАМН и РАСХН.
Скончался 5 февраля 2024 года на 90-м году жизни.

## Научная деятельность
Один из основоположников клинической фармакологии в России.
Под его руководством были созданы учебные программы и методические разработки по преподаванию клинической фармакологии в медицинских ВУЗах страны, написаны учебник «Внутренние болезни» (1981, 1986) на русском и испанском языках, учебник для лечебных факультетов «Клиническая фармакология», который выдержал 5 переизданий (1991, 1999, 2003, 2006, 2008, 2014), учебник для фармацевтических факультетов «Клиническая фармакология и фармакотерапия» (2003, 2008, 2013), «Практикум по клинической фармакологии» (2011, 2013), подготовлено «Положение о специалисте — клиническом фармакологе».
Под его руководством выполнено 25 докторских и более 113 кандидатских диссертаций.
Основные научно-исследовательские работы носят фундаментально-прикладной характер и посвящены наиболее приоритетным проблемам клинической фармакологии. Впервые в стране им предложено изучение комплексных вопросов клинической фармакологии, включающее исследование фармакокинетики, фармакодинамики, взаимодействия и побочного действия лекарственных средств, разработаны и внедрены методы определения концентрации отечественных и зарубежных лекарственных средств в различных биологических средах организма, доказана необходимость проведения острого лекарственного теста для подбора эффективной и безопасной дозы препарата, прогнозирования его клинического эффекта и риска возможного побочного действия. Под его руководством и при непосредственном участии впервые в стране стали изучаться метаболизм и биоритмология лекарственных средств, методы генои фенотипирования ферментов биотрансформации и транспортёров лекарственных средств, их клиническое значение для оптимизации фармакотерапии, лежащих в основе клинической фармакогенетики, молекулярные механизмы взаимодействия лекарственных препаратов, клиническая фармакология блокаторов медленных кальциевых каналов, β-адреноблокаторов, антидепрессантов, витаминов в комплексных лекарственных препаратах и биологических жидкостях.
В настоящее время активно развивает методологию персонализированной медицины с позиции клинической фармакологии: использование фармакогенетического тестирования, оценки активности изоферментов цитохрома Р450 и транспортёров лекарственных средств для персонализации фармакотерапии пациентов с социально значимыми заболеваниями. Под руководством В. Г. Кукеса активно ведётся поиск и оценка лекарственных средств, модулирующих активность систему элиминации ксенобиотиков и других функциональных систем.
Внёс большой вклад в развитие отечественной фарминдустрии, принимая участие в создании оригинальных отечественных лекарственных средств: форидона, ортофена, метиоприла, квидитена, этмозина, этацизина, в изучении фармакокинетики и фармакодинамики арбидола, небинтана, проксадолола, этоксидола и ряда других лекарственных препаратов. Эти разработки позволили пациентам получить препараты мирового уровня по доступным ценам.
Автор более 400 научных публикаций, 45 из которых опубликованы в иностранных журналах. Под его непосредственным руководством выпущено 21 монография, 8 учебников, 52 методических и учебных пособий для студентов медицинских ВУЗов и практических врачей.
Член редакционной коллегии журналов «Экспериментальная и клиническая фармакология», «Клиническая фармакология и терапия»,

## Награды
- Орден Почёта (2005)[10]
- Государственная премия СССР (в составе группы, за 1980 год) — за разработку и внедрение в медицинскую практику современных методов диагностики начальной стадии сердечной недостаточности, механизмов их развития, профилактики и лечения
- Премия Правительства Российской Федерации в области науки и техники (в составе группы, за 2007 год) — за оптимизацию лекарственной терапии на основе изучения биотрансформации и транспортеров лекарственных средств[11]
- Заслуженный деятель науки Российской Федерации (1995)[12]
- Медаль «За трудовую доблесть» (1982)
- Премия Совета Министров Латвийской ССР (1990)
- Премия имени Г. Ф. Ланга Президиума АМН СССР (1978) — за монографию «Хроническая недостаточность кровообращения»
- Памятная медаль академика А. А. Лихачева (1999) — за большой вклад в развитие фармакологии
- лауреат премии Мэра города Москвы в области медицины (2004) — за разработку нового оригинального отечественного лекарственного средства продетоксан для лечения наркомании
- лауреат Премии РАМН имени Кравкова (2008) — за лучшую работу в области фармакологии и токсикологии
- Почётное звание профессора ММА имени И. М. Сеченова (2006)
- Почётный знак и медаль «За заслуги перед малочисленными народами России» (2009)